# Biblioteca Esperanto
Următoarele biblioteci de esperanto și colecții de opere în limba esperanto sunt demne de reținut:
- Biblioteca Montagu Butler compusă din materiale esperanto, întreținută de Asociația Esperanto din Marea Britanie. Aceasta deține circa 12.500 de cărți, precum și un arhivă documentar, o arhivă de fotografie, materiale audio-vizuale și diverse artefacte. Un catalog on-line este în construcție.
- Biblioteca Națională a Austriei, care include un Muzeu Esperanto Internațional cu 35.000 de volume, 3.000 de obiecte de muzeu, 5.000 de autografe și manuscrise, 22.000 de fotografii, 1.200 de postere și 40.000 de pliante. În 1995, a început un proiect prin care catalogul urma să apară pe internet. Baza de date, cunoscută sub numele de Trovanto, poate fi căutată de pe site-ul Bibliotecii Naționale a Austriei.
- Universala Esperanto-Asocio (Asociația Universală de Esperanto), care întreține Biblioteca Hector Hodler din Rotterdam, Olanda. Colecția Hodler conține în jur de 20.000 de cărți și o vastă colecție de periodice.
- Centrul de Documentare și Explorare a Limbii de circulație Internațională din La Chaux-de-Fonds, Elveția, fondată în 1967. Este o parte din biblioteca orașului și conține mai mult de 20.000 de unități bibliografice.
- Muzeul Internațional de Pace și de Solidaritate din Samarkand, Uzbekistan, fondată în 1986 și susținut Clubul de Prietenie Internațională. Scopul muzeului este de a promova pacea și conștiința lumii. Muzeul are în jur de 20.000 de cărți, piese de artă și suveniruri din 100 de țări.
- Muzeul Esperanto Spaniol din San Pablo de Ordal, Spania, care a fost înființat în 1963, când L. M. Hernandez Yzal a început în mod sistematic să colecteze publicații în esperanto. Aceasta s-a transformat într-un muzeu care s-a deschis în 1968. În 1993, catalogul de computer enumera 8.400 cărți și 2485 periodice.
- Biblioteca Germană de Esperanto din Aalen, Germania, care are o colecție de mai mult de 11.000 de piese.
- Fundația Cesar Vanbiervliet, o secțiune a sistemului de Biblioteci Publice din Kortrijk, Belgia. Fundația are o colecție de 10.000 de cărți și periodice.
- Colecția Fajszi Esperanto din Budapesta, Ungaria, o altă colecție care a început ca munca unei singure persoane, Károly Fajszi, care a început strângerea ei în 1970. În 1991, un catalog de colecție a fost publicat, catalog care are 542 de pagini.
- Biblioteca și Arhiva Națională Esperanto din Massa, Italia, fondată în 1972, ca biblioteca a Federației Esperanto a Italiei. În 1994, cele 7.250 de volume au fost incluse în Arhiva Națională din Massa și au fost deschis pentru public.
- Muzeul Național Esperanto din Gray, Franța. Muzeul este o arhivă publică cu o expoziție esperanto permanentă.
- Colecția Esperanto George Alan Connor  de la Universitatea din Oregon include multe titluri, catalogate în ghidul bibliografic, Catalogul Colecției lui George Alan Connor (1978).[1]
- Departamentul Colecțiilor Speciale al Universității South Florida din Tampa [2]  găzduiește o mare colecție de publicații esperanto, inclusiv prima ediție în esperanto a  R.U.R. a lui Karel Čapek (1926) și primele publicații ale Sennacieca Asocio Tutmonda(SAT).

## Legături externe
- Biblioteca Hector Hodler Arhivat în 15 aprilie 2003, la Wayback Machine.
- Biblioteca Montagu Butler Arhivat în 29 iunie 2006, la Wayback Machine.
- Biblioteca națională a Austriei Arhivat în 21 decembrie 2007, la Wayback Machine.
- Biblioteca Universității South Florida, Tampa